# Josef Mixán
Josef Mixán (* 18. dubna 1957) byl český a československý politik Komunistické strany Československa a poslanec Sněmovny národů Federálního shromáždění na konci normalizace.

## Biografie
V červnu 1989 nastoupil za KSČ do české části Sněmovny národů (volební obvod č. 24 - Domažlice-Klatovy, Západočeský kraj). Byl zvolen v doplňovacích volbách do FS, které probíhaly v několika uvolněných obvodech v dubnu 1989 a to poprvé během komunistické vlády v systému, kdy o jedno poslanecké křeslo soutěžilo v některých obvodech (včetně tohoto) vícero kandidátů. Šlo o projev mírných politických změn, které přinesla perestrojka. Profesně se uvádí jako opravář zemědělských strojů ze státního statku Dešenice.
Ve Federálním shromáždění setrval do konce funkčního období, tedy do svobodných voleb roku 1990. Netýkal se ho proces kooptací do Federálního shromáždění po sametové revoluci.